# Karl Jaspers

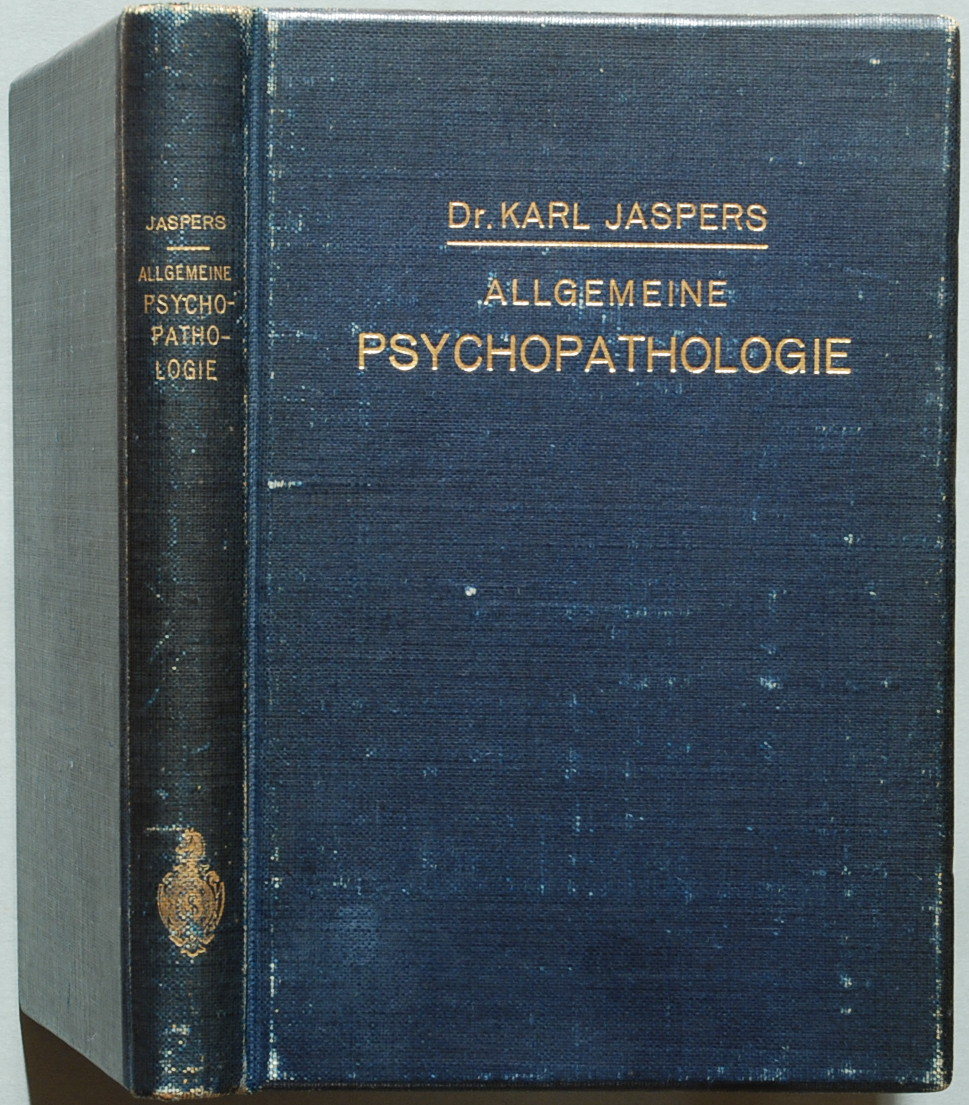
Förstaupplagan av Jaspers Allgemeine Psychopathologie, 1913

Karl Theodor Jaspers, född 23 februari 1883 i Oldenburg, död 26 februari 1969 i Basel, Schweiz, var en tysk psykiater och filosof, med ett stort inflytande över den moderna teologin, filosofin och psykiatrin.
Karl Jaspers var professor i psykiatri vid Heidelbergs universitet 1916–1921, i filosofi 1921–1937, och professor i filosofi vid Basels universitet 1948–1969.

## Biografi
Jaspers föddes 1883 i Oldenburg som son till en jurist och en mor som kom från traktens bondebefolkning. Han visade tidigt ett intresse för filosofin, men hans fars erfarenhet av rättssystemet påverkade honom utan tvekan till att börja studera juridik vid universitetet. Snart stod det emellertid klart att Jaspers inte var hågad för den disciplinen, och han bytte då till medicin 1902.
1909 tog han examen i medicin, och fick tjänst vid en psykiatrisk klinik i Heidelberg där Emil Kraepelin hade verkat några år innan. Jaspers tyckte att psykiatrins sätt att förhålla sig till mentalsjukdomar var otillfredsställande, och han föresatte sig därför att förbättra inställningen. 1913 fick han en temporär anställning vid Heidelbergs universitet som lektor. Anställningen blev dock fast, och han återvände aldrig till kliniken.
Vid fyrtio års ålder svängde Jaspers om från psykiatrin till filosofin, i de fält han öppnat i sin psykiatriska forskning. Han blev en berömd filosof, med högt anseende i Tyskland och övriga Europa. 1948 flyttade han till Schweiz och fick en professur vid universitetet i Basel. Han förblev aktiv inom filosofin till sin död 1969.

## Bidrag till psykiatrin
Jaspers missnöje med den utbredda förståelsen av mentalsjukdomar gick så långt som att ifrågasätta både kriterierna för diagnoserna och de kliniska metoderna för behandling. 1910 publicerade han en uppseendeväckande artikel där han ifrågasatte huruvida paranoia var ett personlighetsdrag eller ett resultat av biologiska förändringar. Artikeln lanserade inte någon ny idé, men däremot ett nytt förhållningssätt och vetenskaplig metod. I Jaspers arbeten förekommer detaljerade patientbeskrivningar med ingående biografiska uppgifter inklusive patienternas egna beskrivningar av hur de uppfattade sina symptom. Detta har blivit känt som biografisk metod, vilket de flesta psykiater idag använder.
Hans psykiatriska teorier samlade han i Allgemeine Psychopathologie (1913), en två volymer lång beskrivning av psykiatrin, som blivit en klassiker i vilken flera kriterier för diagnoser skapas som ännu används. Av särskild betydelse var det att Jaspers ansåg att symptom skulle diagnosiseras efter deras form och inte efter deras innehåll.

## Bidrag till filosofin och teologin
De flesta brukar hänföra Jaspers till existentialismen, vilket dels beror på att han lutar sig mot dess rötter hos Nietzsche och Kierkegaard, och dels på att individens frihet är ett genomgående tema i hans verk. Jaspers läste Kirkegaard under kriget: ”Kirkegaard har jag att tacka för begreppet ’existens’, som från och med 1916 blev riktningsgivande för mig då det gällde att förstå det som jag dittills oroligt bemödat mig om”. Han bidrog till att öka intresset för österländsk filosofi genom studier i buddhismen och myntade begreppet axialtid.
Bland Jaspers efterföljare finns filosoferna Paul Ricœur (hans student) och Hans-Georg Gadamer (hans efterträdare som professor i Heidelberg).